# Michal nad Žitavou
Michal nad Žitavou (1927–1956 slowakisch „Svätý Michal nad Žitavou“ – bis 1927 „Svätý Michal“; ungarisch Szentmihályúr – bis 1888 Szentmihályur) ist eine Gemeinde im Westen der Slowakei mit 683 Einwohnern (Stand 31. Dezember 2024), die zum Okres Nové Zámky, einem Kreis des Nitriansky kraj, gehört.

## Geographie
Die Gemeinde befindet sich am östlichen Rand des Hügellands Žitavská pahorkatina innerhalb des slowakischen Donautieflands, am rechten Ufer der Žitava. Das Ortszentrum liegt auf einer Höhe von 133 m n.m. und ist acht Kilometer von Vráble, 15 Kilometer von Šurany sowie 28 Kilometer von Nové Zámky entfernt.
Nachbargemeinden sind Lúčnica nad Žitavou (Ortsteil Martinová) im Norden, Žitavce im Nordosten und Osten, Maňa (Ortsteil Veľká Maňa) im Südosten, Kmeťovo im Süden, Černík im Südwesten, Vinodol im Westen und Paňa im Nordwesten.

## Geschichte

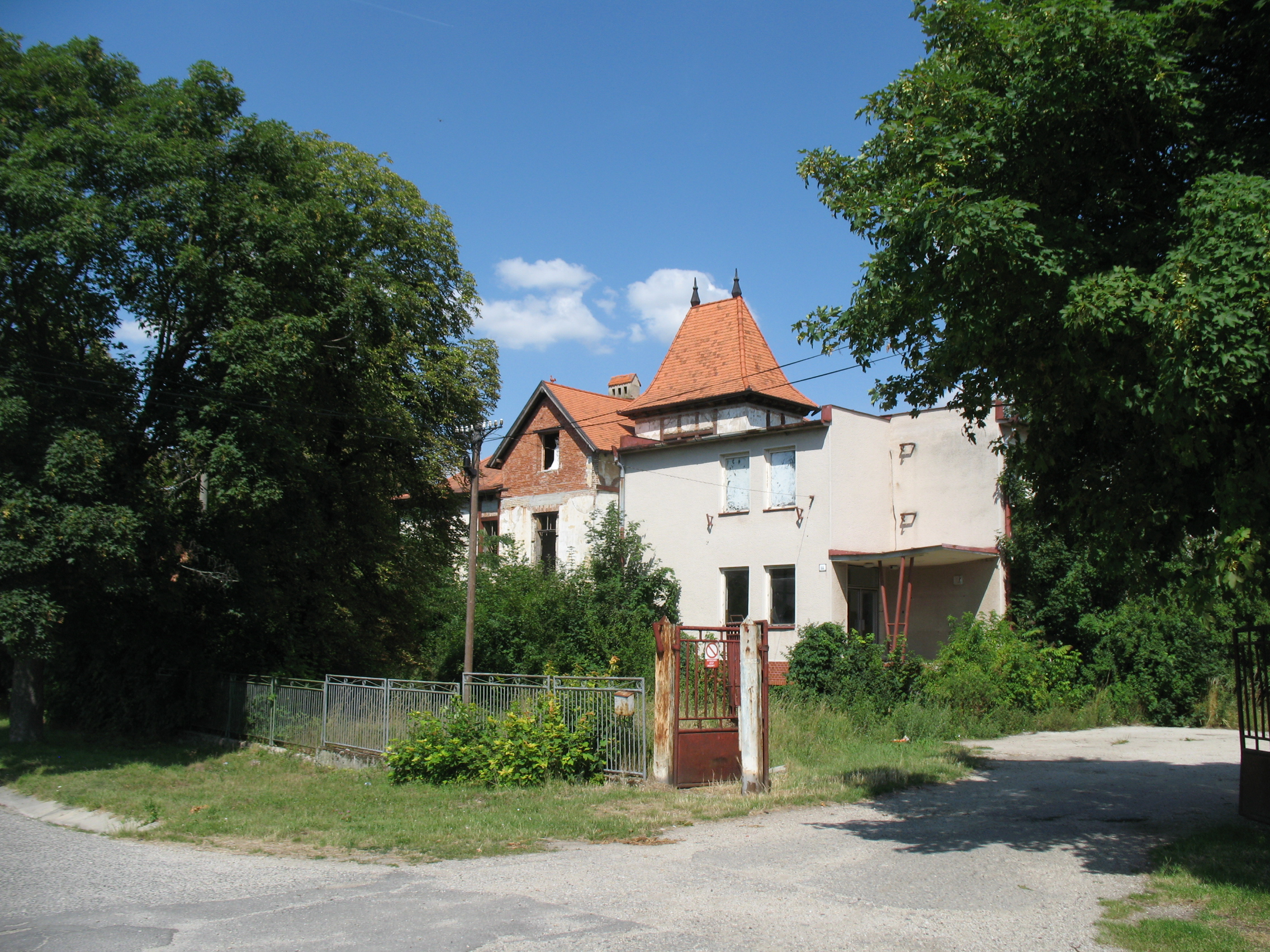
Landschloss in Michal nad Žitavou

Michal nad Žitavou wurde zum ersten Mal 1332 als ecclesia Sancti Michaelis schriftlich erwähnt und war Besitz landadliger Familien wie Dióssy, Abaffy, Thuróczy und anderer. Von 1560 bis zum 17. Jahrhundert war das Dorf gegenüber dem Osmanischen Reich tributpflichtig. 1787 hatte die Ortschaft 76 Häuser und 516 Einwohner, 1828 zählte man 72 Häuser und 506 Einwohner, die als Landwirte beschäftigt waren, am Anfang des 20. Jahrhunderts arbeitete ungefähr ein Drittel der Bevölkerung in anderen Wirtschaftsbranchen.
Bis 1918/1919 gehörte der im Komitat Neutra liegende Ort zum Königreich Ungarn und kam danach zur Tschechoslowakei beziehungsweise heute Slowakei. Auf Grund des Ersten Wiener Schiedsspruchs lag er 1938–1945 noch einmal in Ungarn.

## Bevölkerung
| Jahr                | 1994 | 2004    | 2014    | 2024    |
| ------------------- | ---- | ------- | ------- | ------- |
| Anzahl der Personen | 684  | 697     | 665     | 683     |
| Unterschied         |      | +1,90 % | −4,59 % | +2,70 % |

| Jahr                | 2023 | 2024    |
| ------------------- | ---- | ------- |
| Anzahl der Personen | 681  | 683     |
| Unterschied         |      | +0,29 % |

Nach der Volkszählung 2011 wohnten in Michal nad Žitavou 672 Einwohner, davon 642 Slowaken, acht Magyaren, vier Tschechen und zwei Russinen. 16 Einwohner machten keine Angabe zur Ethnie.
583 Einwohner bekannten sich zur römisch-katholischen Kirche, vier Einwohner zur orthodoxen Kirche, jeweils zwei Einwohner zur Evangelischen Kirche A. B. und zur reformierten Kirche sowie jeweils ein Einwohner zu den Brethren und zur griechisch-katholischen Kirche. 50 Einwohner waren konfessionslos und bei 29 Einwohnern wurde die Konfession nicht ermittelt.

## Bauwerke und Denkmäler

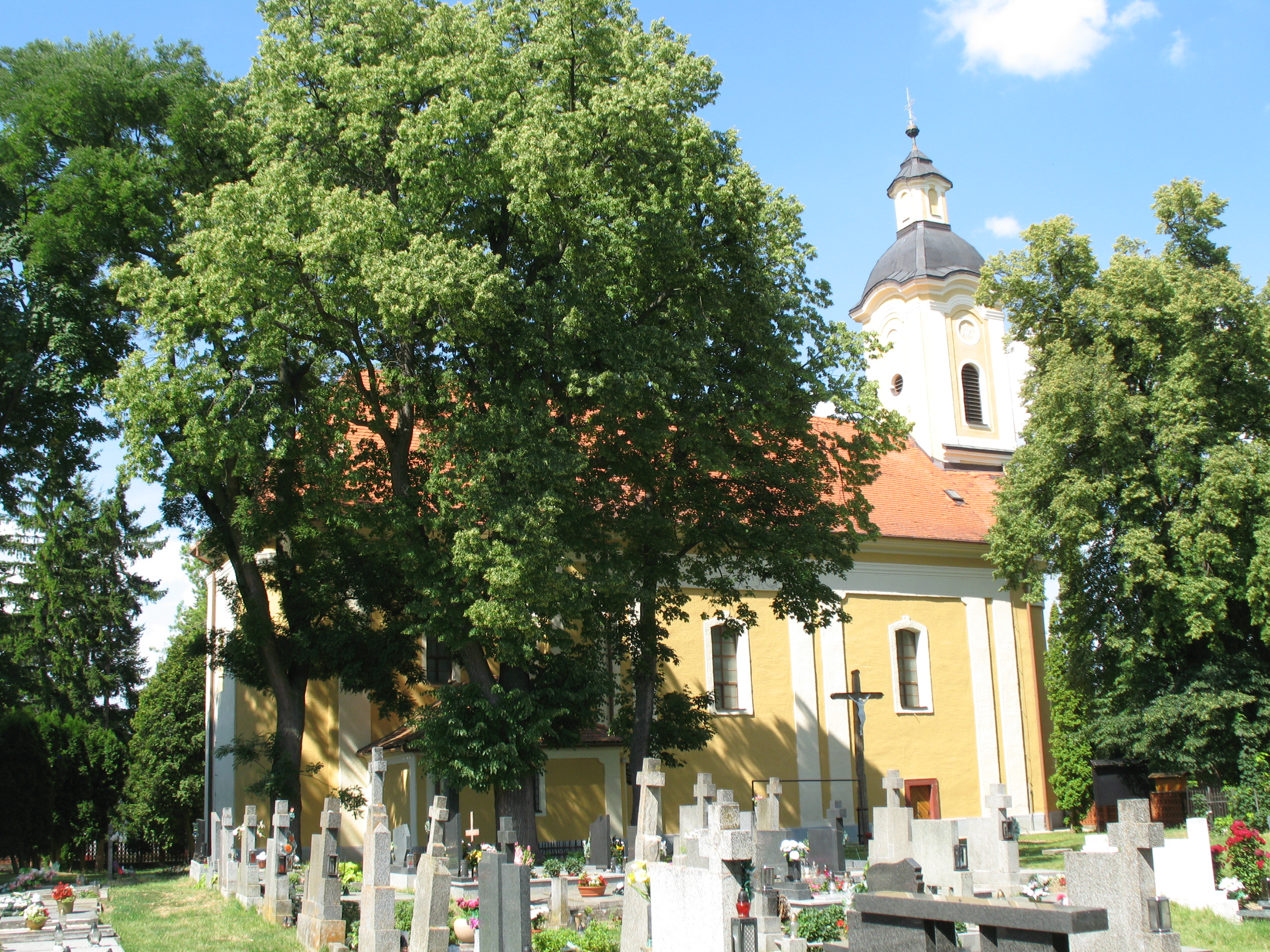
Kirche im Ort

- römisch-katholische Michaelskirche aus dem Jahr 1778
- Landschloss, ehemaliges Herrenhaus der Familie Dióssy